# 둥관 인터내셔널 트레이드 센터
둥관 인터내셔널 트레이드 센터는 중화인민공화국 둥관에 위치한 마천루이다. 